# Comotia
Comotia is een geslacht van vlinders van de familie snuitmotten (Pyralidae), uit de onderfamilie Phycitinae.

## Soorten
- C. convergens Dyar, 1919
- C. torsicornis Dyar, 1914